# Diploplecta
Diploplecta is een geslacht van spinnen uit de familie hangmatspinnen (Linyphiidae).

## Soorten
De volgende soorten zijn bij het geslacht ingedeeld:
- Diploplecta adjacens Millidge, 1988
- Diploplecta communis Millidge, 1988
- Diploplecta duplex Millidge, 1988
- Diploplecta nuda Millidge, 1988
- Diploplecta opaca Millidge, 1988
- Diploplecta proxima Millidge, 1988
- Diploplecta simplex Millidge, 1988